# Antacid
Antacidi so skupina zdravil, ki se uporabljajo za zmanjševanje kislosti želodčnega soka. Dajejo se peroralno. V želodcu nevtralizirajo ali vežejo solno kislino (HCl). Nekateri antacidi tudi obložijo želodčno sluznico in jo na ta način zaščitijo pred korozivnim delovanjem HCl in želodčnih encimov. 

## Delovanje
Učinkovit in varen antacid nevtralizira le odvečno količino HCl in vzdržuje želodčni pH med 3 in 5. V tem območju pH prebavni encimi ustrezno delujejo. Pri višji kislosti obstaja nevarnost korozivnih poškodb želodčne sluznice in posledično nastanka želodčne razjede. Če pa antacid nevtralizira preveč kisline, se pH preveč dvigne in želodčni encimi (katepsin, pepsin itn.) se inaktivirajo ter ne opravljajo več proteolize. Hkrati se pri prevelikem padcu kislosti začneta pospešeno izločati histamin in gastrin, ki stimulirata nastanek večjih količin solne kisline ter po določenem času pH zopet zelo pade - ta pojav imenujemo sekundarna hipersekrecija želodčne kisline.

## Indikacije
Antacidi se uporabljajo pri zgagi, ki je najznačilnejši simptom gastroezofagealnega refluksa ter pri lajšanju simptomov želodčne razjede.
Zdravljenje z antacidi je simptomatsko.

## Vrste antacidov
- Alkalijske soli - nevtralizirajo HCl. Ker se absorbirajo v krvni obtok, lahko povzročijo metabolno alkalozo in se zato dandanes uporabljajo redko. Predstavniki: natrijev hidrogenkarbonat, kalijev hidrogenkarbonat ...
- Zemljoalkalijske soli, oksidi in hidroksidi - Delujejo enako kot soli alkalijskih kovin, vendar je njihova prednost ta, da se ne absorbirajo. Predstavniki: magnezijev karbonat, magnezijev oksid, magnezijev hidroksid, kalcijev karbonat ...
- Silikati - z adsorpcijo vežejo HCl. Predstavniki: magnezijev trisilikat, magnezijev aluminijev trisilikat ...
- Aluminijeve spojine - nevtralizirajo in adsorbirajo HCl. Predstavniki: aluminijev hidroksid, aluminijev fosfat ...